# Jean-Baptiste Billot

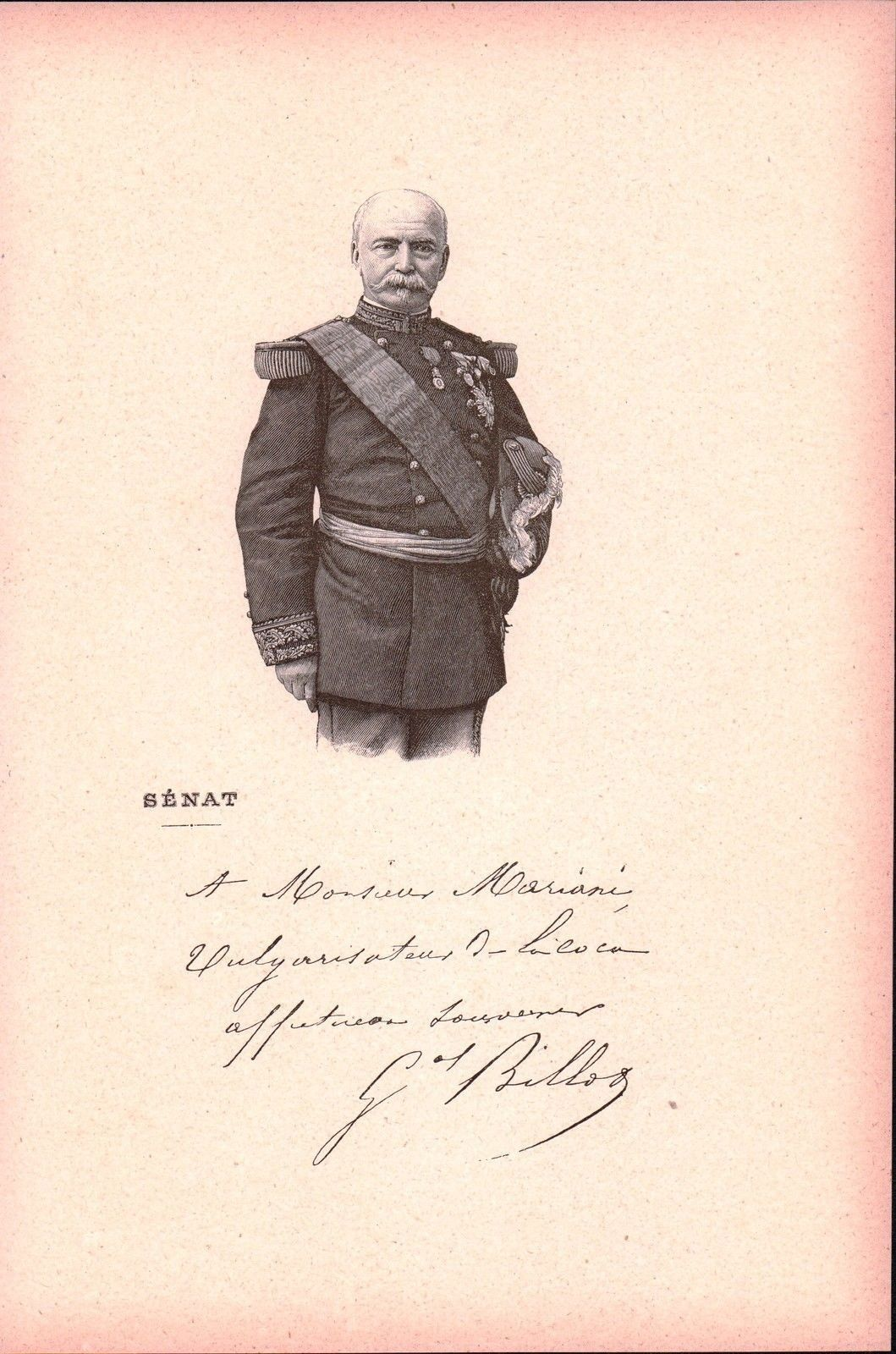
Jean-Baptiste Billot

Jean-Baptiste Billot, född 15 augusti 1828 och död 31 maj 1907, var en fransk militär och politiker.
Billot tjänade i Algeriet och Mexiko, och sattes av Léon Gambetta i spetsen för 18:e armékåren 1870. 1871 blev han brigadgeneral, och 1878 divisionsgeneral. Efter fransk-tyska krigets slut invaldes Billot av den republikanska vänstern i nationalförsamlingen, blev 1875 senator på livstid och var 1882-83 och 1896-98 krigsminister. På Billots initiativ påbörjades 1878 en omorganisation av den franska generalstaben efter tyskt mönster. 1898 lämnade Billot den aktiva tjänsten.